# 刺刀

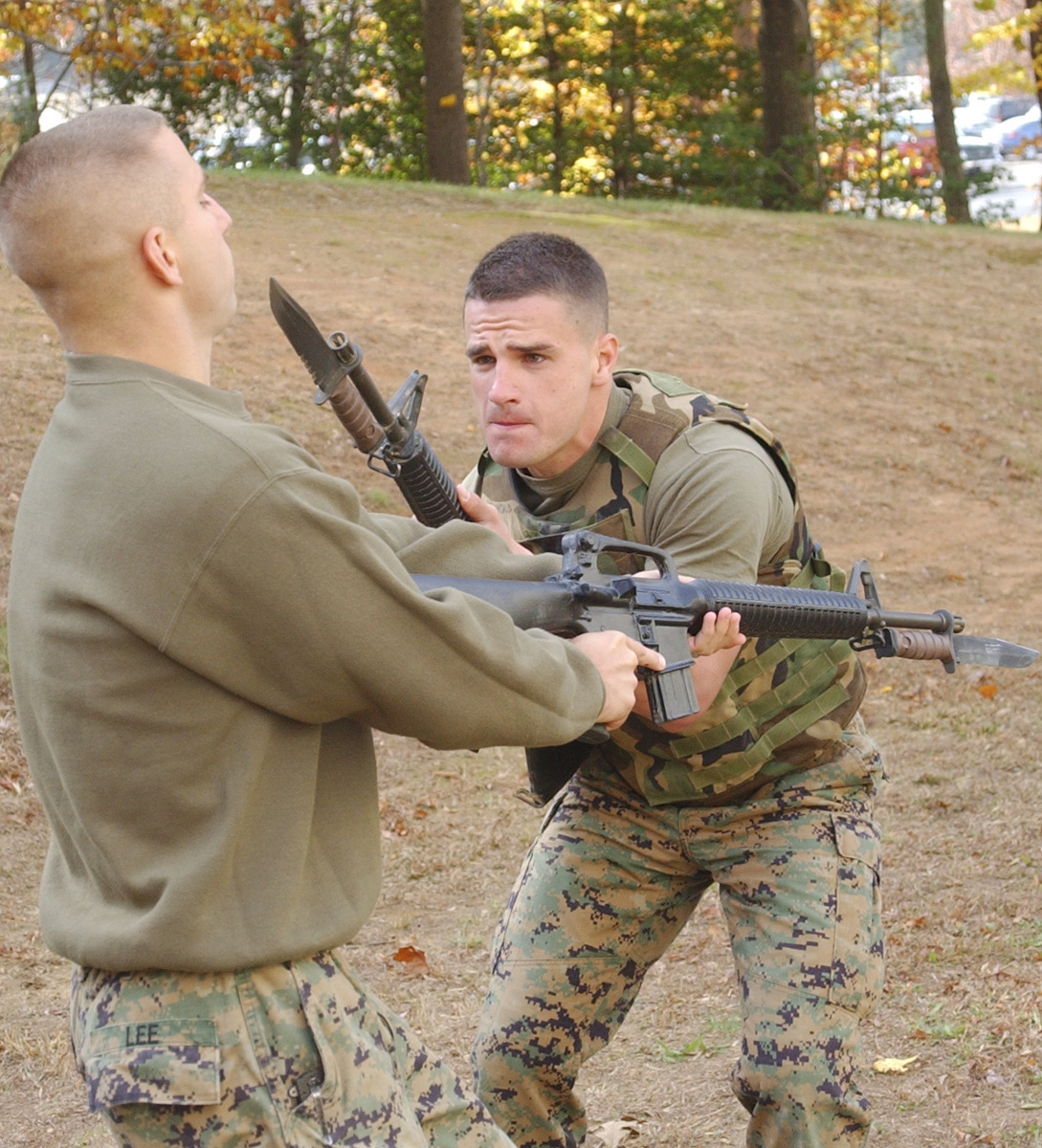
使用OKC-3S刺刀进行训练中的美國海军陆战隊員。

刺刀（英語：Bayonet），又稱槍刺、銃劍、銃刀，为安裝或捆绑在枪管上的匕首、小刀式武器，作为远距武器的近距离防御使用。

## 歷史

### 登場與發展

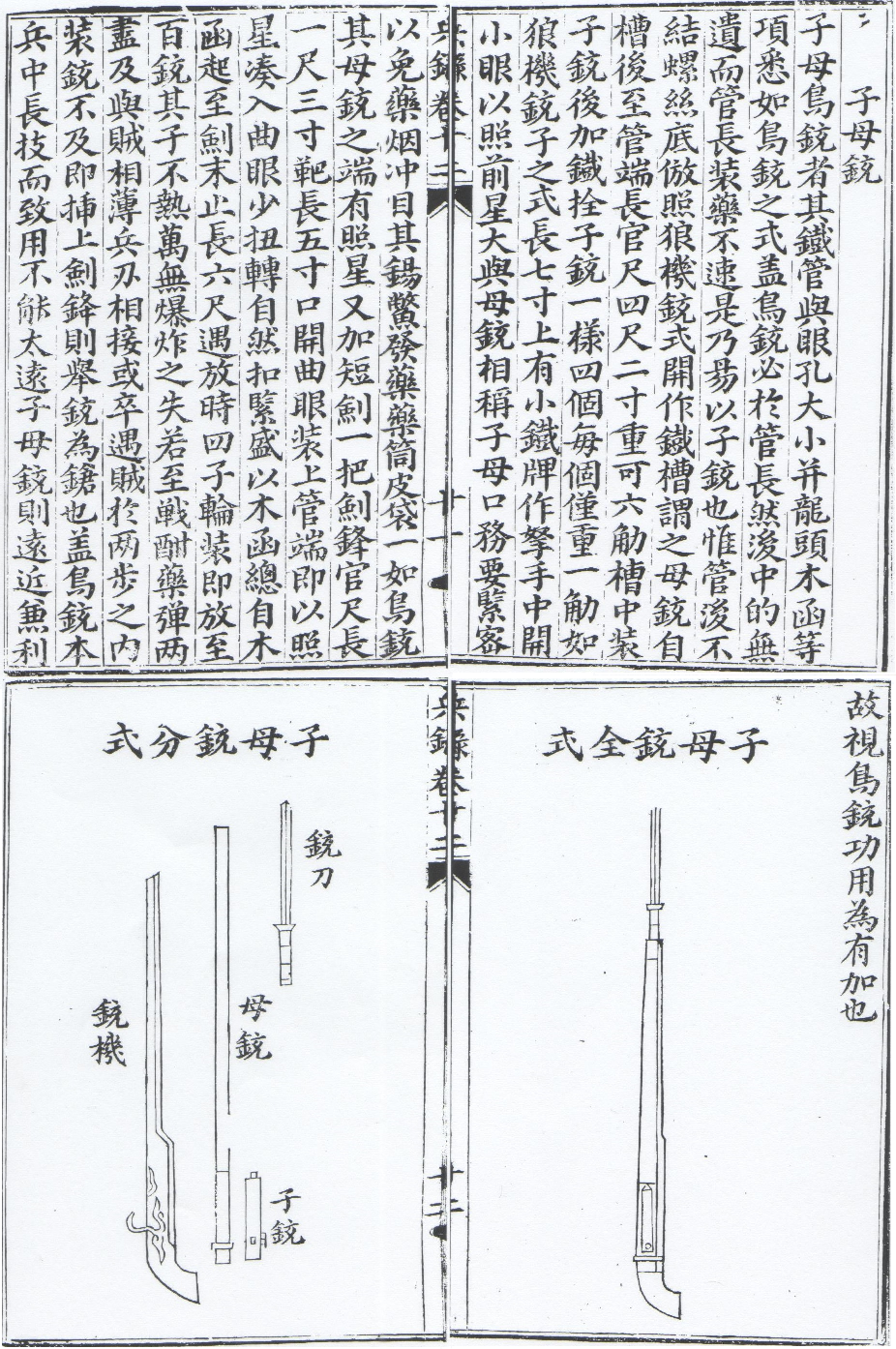
1606年《兵錄》的鳥銃與插管式銃刀。

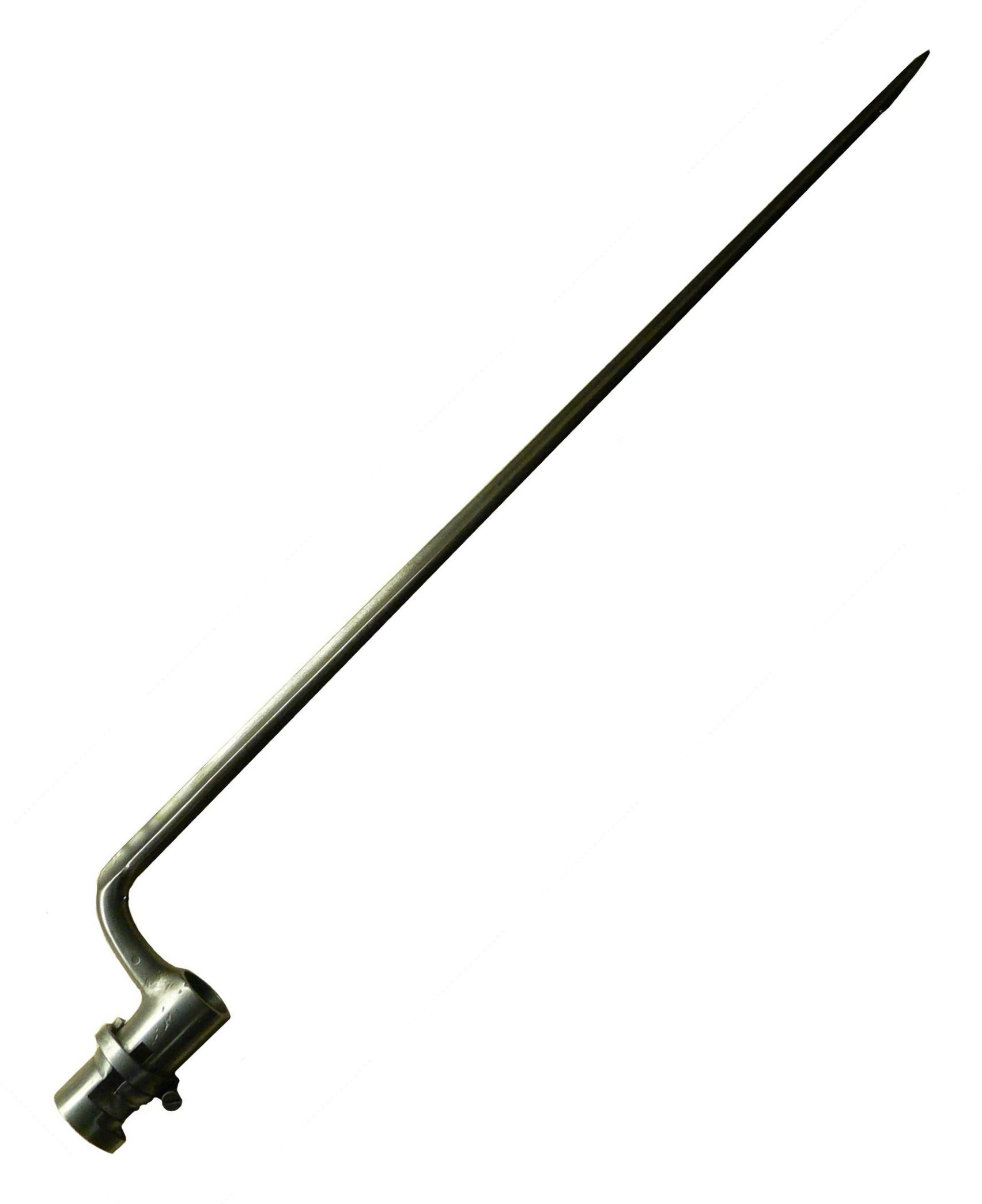
19世紀前装式火槍使用的插座式刺刀。

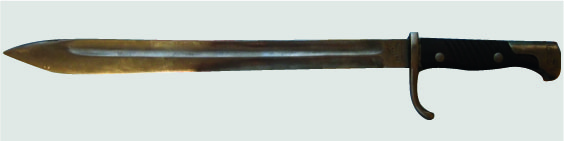
19世紀的普魯士刺刀。

刺刀大約16世紀即出現，最早的文獻記載為1606年，何汝賓《兵錄》的銃刀，其英文名稱來自17世紀法國巴約訥（Bayonne）的一場農民爭執中。當時的農民將小刀插入來福槍槍口內，用以襲擊敵人。此發明便以出現地命名為「Bayonet」。在遠東地區，根據明代書籍《兵錄》內容，子母鳥銃附有塞管式銃刀一把。。
當時已經組成了使用火繩槍的槍兵隊，而因為火槍為單發射擊之故，在射擊與射擊間容易受到敵方步兵與騎兵的突擊，在敵方突擊時僅有槍托做為防身鈍器的火槍兵太過於無力。因此當時的火槍兵身旁常有手持長槍的槍兵負責保護。而裝備刺刀的火槍兵將可以單獨面對敵方的步兵與騎兵，得以挪出空間將槍兵訓練為火槍兵，編制出全員皆為火槍兵的部隊，大幅提升戰力。
外型分為用於刺擊的錐型與類似生存刀外型的劍型。起初使用的是把柄塞在火槍槍管內的填塞式安裝法，但於安裝狀態無法填彈是其最大的缺點，而往敵突刺後又難以從敵體內拔出也是它嚴重的問題。到了十八世紀時，插座式（Socket）刺刀出現，是由火槍槍管的右橫方突出的類型，這是因為當時的火槍為前裝式，進行裝填彈藥時不會干擾之故所致，這種刺刀也被稱為橫肘式（Elbow Style）。後裝式槍枝發明後，則在槍口下方設置刺刀專用插栓即刺刀座。雖然仍有使用錐型，不過大多為劍型，也有兩者一起無論斬擊或突刺皆可做到的類型。

### 衰退

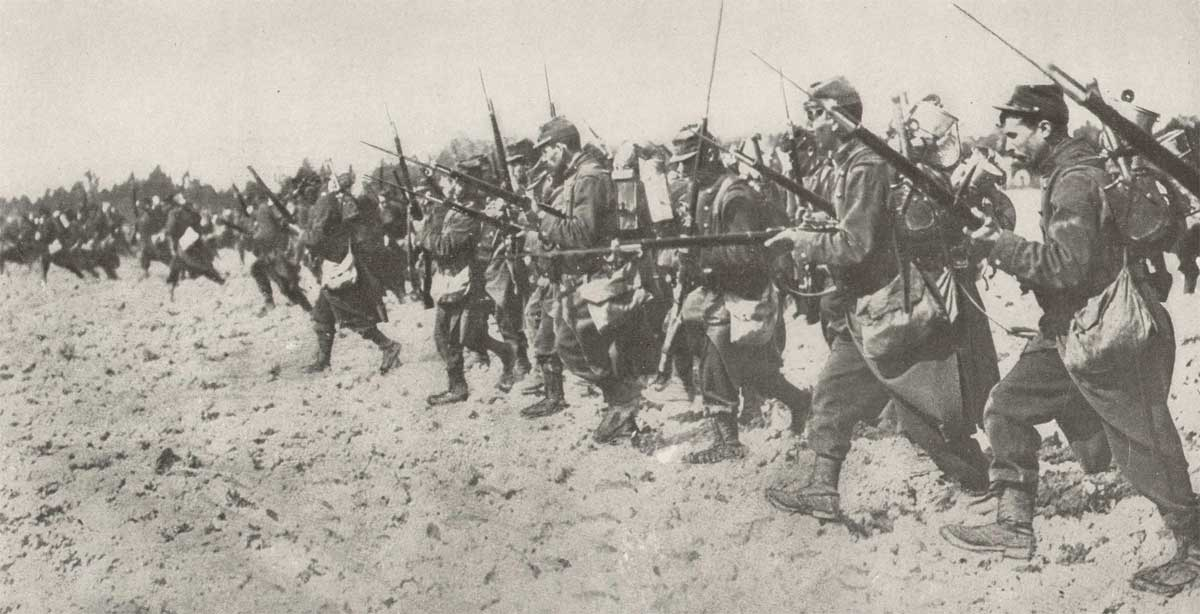
第一次世界大戰的法國歩兵連隊。

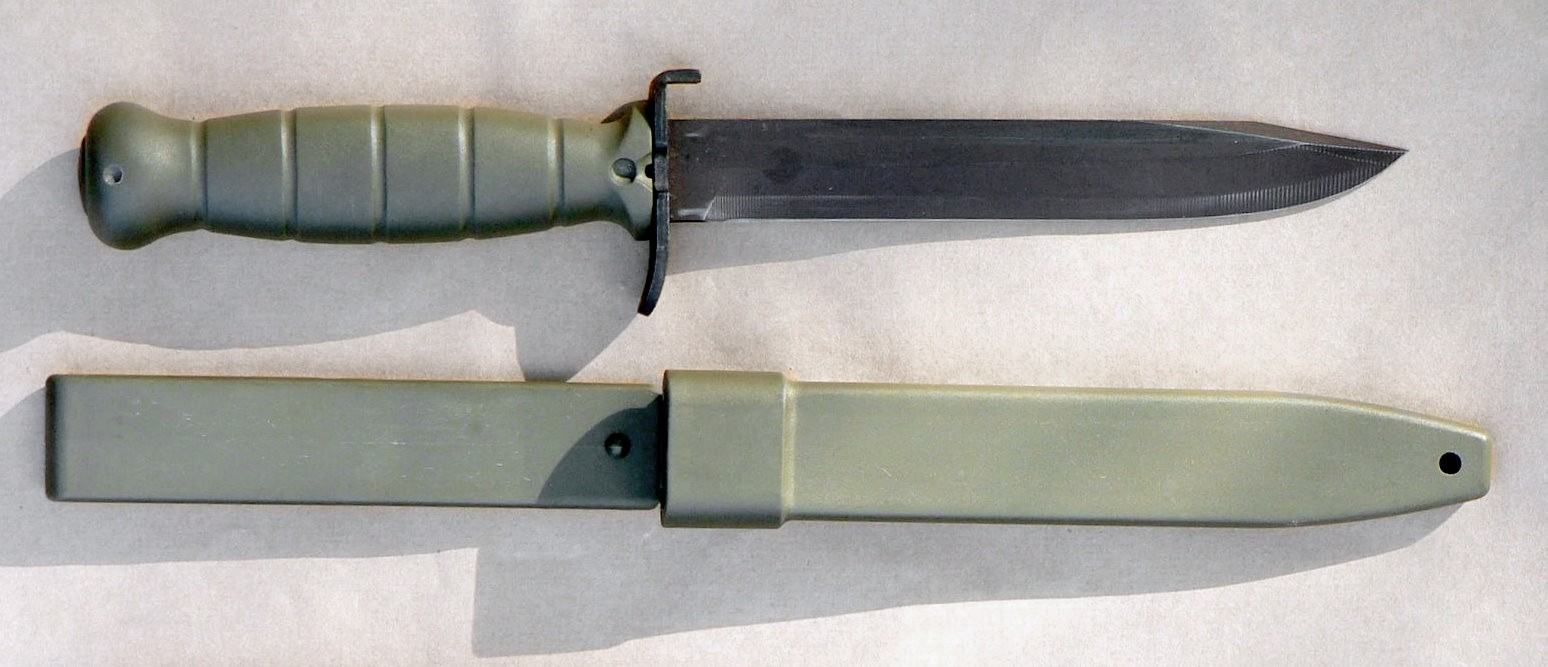
斯泰爾AUG突擊步槍的刺刀（格洛克生產）

在槍枝有效射程短而發射間隔長的18世紀，刺刀突擊在各地的戰場產生相當驚人的效果。但自19世纪以後因為連發槍支的普及，刺刀突擊時也將產生相當大的傷亡，僅以近距戰鬥的一員作為陸上作戰的一個型式而已。如日俄戰爭這樣發生大規模白刃戰的狀況，刺刀的使用仍有其效果。
但在第一次世界大戰中，雖然初期有刺刀突擊這樣的作戰方式，但在機槍登場後防禦火力爆炸性的增加，正面的刺刀突擊不但傷亡慘重也難以突破陣線。在一挺機槍可以阻止一個大隊突擊的時候，所謂的刺刀突擊可以說是集體自殺。
此後隨著陣地戰轉變為滲透與裝甲突破，刺刀突擊的時代宣告終了。過去活躍的近身距離作戰也因為突擊步槍與衝鋒槍的普及而使刺刀逐漸弱勢。不過，要真正攻陷敵軍陣地，有的時候還是要靠刺刀。在第二次世界大戰期間的太平洋戰場，日軍和美軍交戰的時候，日軍亦十分喜歡使用刺刀向美軍突擊，而日軍亦是為數不多在第二次世界大戰中在實戰中經常性地使用刺刀的國家。
刺刀的長度是在第二次世界大戰期間縮短的，日本的三十年式刺刀、美國的M1905、英國的M1917等第二次世界大戰前採用的刺刀都擁有超過40公分以上的刀身，於戰爭中才縮短至25公分左右。這是因為刺刀的長度並不影響白刃戰的優劣，而因為騎兵的衰退也不再需要攻擊騎兵用的長距離武器。

## 多功能刺刀
二战后，苏联的AKM突击步枪率先配备了編號為6KH3的多功能刺刀，具有铁丝剪、防电击、锯条、匕首等多种功能。

## 實用
現代的刺刀除了近距离防御、儀仗隊使用外，還可以掘起戰壕、變成螺絲起子、鋸子等多用途的工具刀。

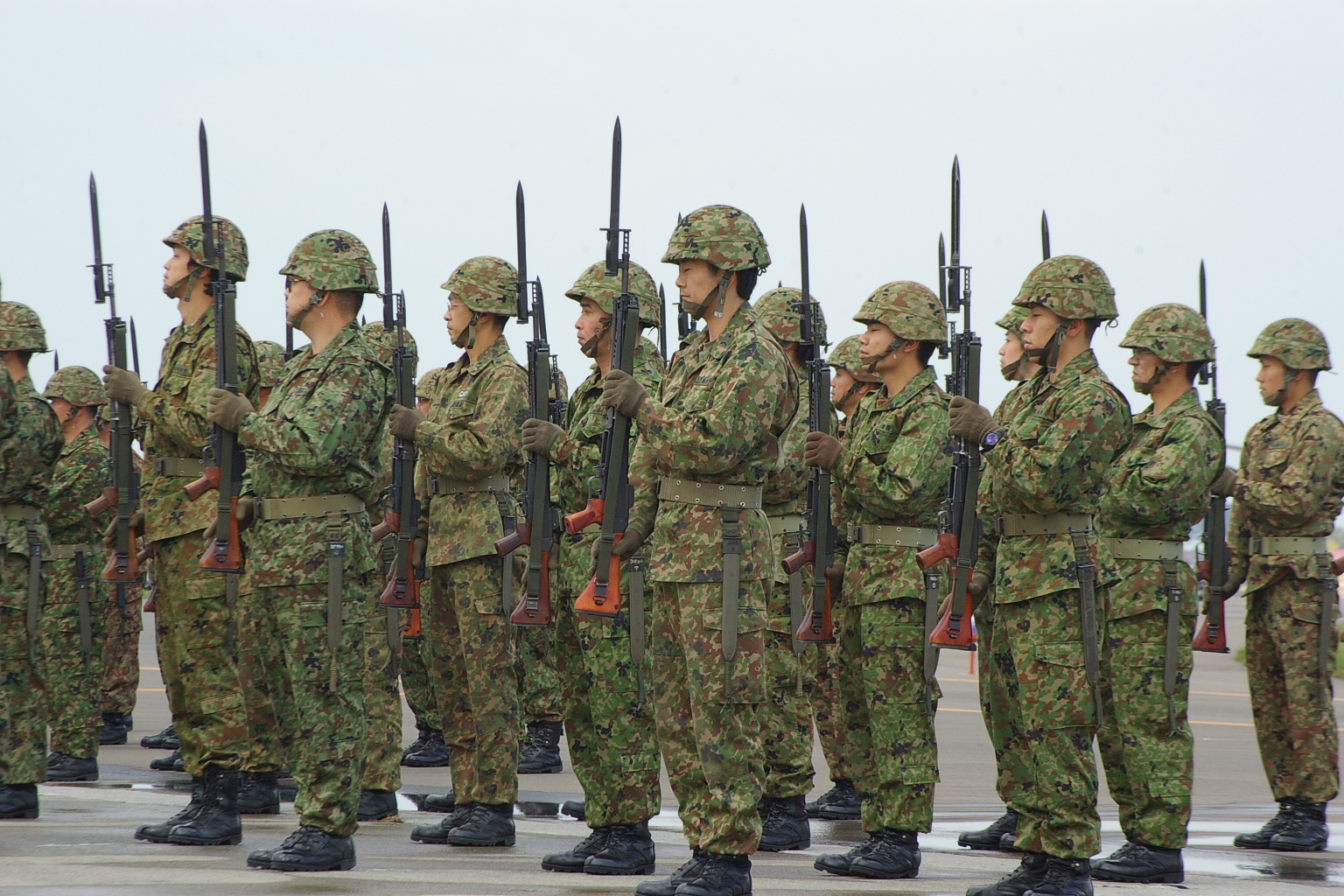
日本自衛隊持64式步槍與刺刀

## 外部連結
- 人民網——世界刺刀大觀 （页面存档备份，存于）